# Telaga Ngebel
Telaga Ngebel är en sjö i Indonesien.   Den ligger i provinsen Jawa Timur, i den västra delen av landet, 600 km öster om huvudstaden Jakarta. Telaga Ngebel ligger 745 meter över havet. Arean är 1,5 kvadratkilometer.I omgivningarna runt Telaga Ngebel växer i huvudsak städsegrön lövskog. Den sträcker sig 1,8 kilometer i nord-sydlig riktning, och 1,4 kilometer i öst-västlig riktning.